# Leichtathletik-Halleneuropameisterschaften 2019/Teilnehmer (Slowakei)
| Gelbes Symbol für Goldmedaillen mit stilisierten Olympischen Ringen | Graues Symbol für Silbermedaillen mit stilisierten Olympischen Ringen | Braundes Symbol für Bronzemedaillen mit stilisierten Olympischen Ringen |
| ------------------------------------------------------------------- | --------------------------------------------------------------------- | ----------------------------------------------------------------------- |
| 1                                                                   | —                                                                     | —                                                                       |

Aus der Slowakei starteten vier Athletinnen und fünf Athleten bei den Leichtathletik-Halleneuropameisterschaften 2019 in Glasgow, die eine Goldmedaille errangen.
Drei Sportlerinnen hatten die Norm für die Hallen-EM nicht erfüllt. Für Monika Weigertová (60 m, 3 Hundertstel unter der Norm), Alexandra Štuková (800 m, 15 Hundertstel unter der Norm) und Stanislava Lajčáková (60 m, 2 Hundertstel unter der Norm) musste deshalb der slowakische Leichtathletikverband Slovenský Atletický Zväz (SAZ) die Teilnahme beim Europäischen Leichtathletikverband (EAA) beantragen, der der Technische Delegierte des EAA stattgab.

## Ergebnisse

### Frauen

#### Laufdisziplinen
| Athletin             | Disziplin   | Vorlauf     | Vorlauf | Halbfinale         | Halbfinale         | Finale             | Finale             |
| Athletin             | Disziplin   | Zeit        | Platz   | Zeit               | Platz              | Zeit               | Platz              |
| -------------------- | ----------- | ----------- | ------- | ------------------ | ------------------ | ------------------ | ------------------ |
| Monika Weigertová    | 60 m        | 7,54 s      | 39      | nicht qualifiziert | nicht qualifiziert | nicht qualifiziert | nicht qualifiziert |
| Iveta Putalová       | 400 m       | 54,19 s     | 35      | nicht qualifiziert | nicht qualifiziert | nicht qualifiziert | nicht qualifiziert |
| Alexandra Štuková    | 800 m       | 2:06,58 min | 20      | nicht qualifiziert | nicht qualifiziert | nicht qualifiziert | nicht qualifiziert |
| Stanislava Škvarková | 60 m Hürden | 8,28 s      | 18      | nicht qualifiziert | nicht qualifiziert | nicht qualifiziert | nicht qualifiziert |

### Männer

#### Laufdisziplinen
| Athlet      | Disziplin | Vorlauf | Vorlauf | Halbfinale | Halbfinale | Finale             | Finale             |
| Athlet      | Disziplin | Zeit    | Platz   | Zeit       | Platz      | Zeit               | Platz              |
| ----------- | --------- | ------- | ------- | ---------- | ---------- | ------------------ | ------------------ |
| Šimon Bujna | 60 m      | 6,78 s  | 22      | 6,86 s     | 23         | nicht qualifiziert | nicht qualifiziert |
| Ján Volko   | 60 m      | 6,69 s  | 5       | 6,61 s     | 1          | 6,60 s             | Gold               |

#### Sprung/Wurf
| Lukáš Beer     | Hochsprung | 2,16 m     | 17 | nicht qualifiziert | nicht qualifiziert | nicht qualifiziert | nicht qualifiziert |
| Matúš Bubeník  | Hochsprung | 2,25 m SB  | 10 | nicht qualifiziert | nicht qualifiziert | nicht qualifiziert | nicht qualifiziert |
| Tomáš Veszelka | Dreisprung | 16,78 m PB | 4  | 16,35 m            | 6                  |                    |                    |